# Eugène Volcy Focard
Laurent-Eugène-Volsy Focard de Fontéfiguières, connu sous le nom de plume de Eugène Volsy Focard (ou Eugène Volcy Focard), né le 31 mai 1818 à Port-Louis (île Maurice) et mort le 28 mai 1901 à Saint-Denis (La Réunion), est un naturaliste, historien, poète et linguiste français de l'île de La Réunion.

## Biographie
Greffier de justice, il achève sa carrière au poste supérieur de greffier en chef de la Cour d'appel de la Réunion. Il est admis à la retraite en juillet 1892 à l'issue de 48 ans et 11 mois de services. À son décès, il occupe l'emploi d'archiviste colonial.
Focard prit la défense d'Edmond Albius en 1863 lorsque Jean Michel Claude Richard tenta de s'attribuer la paternité de la découverte faite par le jeune esclave, un procédé permettant de cultiver la vanille, puis proposa dans un journal de lancer une cotisation en sa faveur.
Il fut par ailleurs engagé dans un débat sur le créole réunionnais avec Auguste Vinson durant lequel il soutint que cette langue ne devait rien au malgache et n'avait fait qu'emprunter à différents patois dérivés du français. Sur ces questions, il travailla par correspondance avec Hugo Schuchardt, professeur de l'université de Graz, en Autriche. De fait, il mena la première réflexion faite avec méthode sur l'orthographe de ce créole.

## Publications
- Paysage
- « Troubles de Saint-Louis en 1848 », Bulletin de la Société des Sciences et Arts de La Réunion, 1862.
- Dix huit mois de République à l'île Bourbon  (1848-1849), Saint-Denis (La Réunion), Impr. de G. Lahuppe, 1863 (BNF 34138526, lire en ligne)
- « Un charivari historique », Bulletin de la Société des Sciences et Arts de La Réunion, 1867.
- « Le Chabouc », Bulletin de la Société des Sciences et Arts de La Réunion, 1869.
- « Le Patois créole de l'île Bourbon », Bulletin de la Société des Sciences et Arts de La Réunion, 1884.